# Sticky Fingers
Sticky Fingers е е 9-ият британски и 11-ият американски студиен албум на английската рок група „Ролинг Стоунс“, издаден на 23 април 1971 г. от техния нов и собствен музикален издател „Ролинг Стоунс Рекърдс“, след като до преди това имат сключени договори с „Дека Рекърдс“ и „Лондон Рекърдс“ във Великобритания и САЩ от 1963 г. Това е второто пълнометражно участие на Мик Тейлър в албум на „Ролинг Стоунс“ (след албума записан на живо Get Yer Ya-Ya's Out!) и първият студиен албум без Брайън Джоунс, който умира две години по-рано. Оригиналното произведение на корицата, замислено от Анди Уорхол, снимано и проектирано от членове на неговия арт колектив, показва снимка на мъж в тесни дънки с работещ цип, който се отваря, за да разкрие част от бельо. Корицата е скъпа за производство и поврежда виниловата плоча, така че по-късните преиздания включват само външната снимка на дънките.
Sticky Fingers се смята за един от най-добрите албуми на „Ролинг Стоунс“. Това е първият албум на групата, който достига №1 както в класациите за албуми в Обединеното кралство, така и в САЩ, и оттогава досега, постига троен платинен сертификат в САЩ. Песента Brown Sugar оглавява „Билборд Хот 100“ през 1971 г. Sticky Fingers е избран за втория най-добър албум на годината, въз основа на гласовете на американските критици. Албумът е включен в Залата на славата на музикалните награди „Грами“ и включен в списъка на списание „Ролинг Стоун“ за 500-те най-велики албума за всички времена.

## Списък с песните

### Страна едно
1. Brown Sugar (Мик Джагър, Кийт Ричардс) – 3:48
2. Sway (Мик Джагър, Кийт Ричардс) – 3:50
3. Wild Horses (Мик Джагър, Кийт Ричардс) – 5:42
4. Can't You Hear Me Knocking (Мик Джагър, Кийт Ричардс) – 7:14
5. You Gotta Move (Фред Макдауъл, Гари Дейвис) – 2:32

### Страна две
1. Bitch (Мик Джагър, Кийт Ричардс) – 3:38
2. I Got the Blues (Мик Джагър, Кийт Ричардс) – 3:54
3. Sister Morphine (Мик Джагър, Кийт Ричардс) – 5:31
4. Dead Flowers (Мик Джагър, Кийт Ричардс, Мариан Фейтфул) – 4:03
5. Moonlight Mile (Фред Макдауъл, Гари Дейвис) – 5:56